# Донской, Григорий Маркович
Григо́рий Ма́ркович Донско́й (укр. Григорій Маркович Донський; 8 декабря 1924, Иваново-Вознесенск — 28 декабря 1992, Харьков) — советский и украинский историк еврейского происхождения, учитель истории и методист. Участник Великой Отечественной войны, в боях под Старой Руссой был тяжело ранен. После обучения в Харьковском государственном университете работал учителем истории в ряде школ Харькова. В соавторстве с Екатериной Агибаловой создал школьный учебник «История Средних веков» для 6-го класса, который выдержал более 25 переизданий и издавался за пределами СССР. Автор методических статей, учебных пособий и исследований по дидактике. Лауреат Государственной премии СССР (1973).

## Биография
Григорий Донской родился 8 декабря 1924 года в городе Иваново-Вознесенске (сейчас Иваново) в еврейской семье. Его родители были врачами, оба получили образование за границей. Отец, Марк Григорьевич Донской, некоторое время работал заместителем наркома здравоохранения РСФСР и заведовал Азово-Черноморским крайздравом. Кроме Григория, в семье был ещё один ребёнок — его младший брат. В 1937 году Марк Донской был арестован и впоследствии казнён.
По совету своего товарища мать перевезла семью из Ростова-на-Дону в Актюбинск, где в то время находилось много так называемых «врагов народа». Братья Донские хорошо учились в школе и много времени уделяли чтению. После получения среднего образования в 1942 году Григорий хотел продолжить обучение в военной академии. Однако ему было отказано как сыну «врага народа».
Мать предлагала Григорию пойти работать на завод, чтобы таким образом избежать призыва в армию, однако он не послушал её и добровольцем вступил в Красную армию для участия в Великой Отечественной войне. После прохождения трёхмесячного курса молодого бойца был направлен служить в звании сержанта в составе лыжного батальона на Северо-Западном фронте. Четыре с половиной месяца провёл на фронте, вооружённый противотанковым ружьём системы Дегтярёва, пока 23 февраля 1943 года под Старой Руссой не получил сквозное ранение в живот. Долго пролежал на снегу, пока его не нашли санитары, отвёзшие его на волокуше в расположение медицинского санитарного батальона. Григорий Донской долго лечился, перенёс несколько операций, из госпиталя был выписан только в 1945 году. Получил статус инвалида Великой Отечественной войны.
После демобилизации поступил на исторический факультет Харьковского государственного университета. В 1947 году перенёс очередную операцию, после которой много лет мог писать только лёжа, для чего оборудовал специальную доску. Специализировался на истории Средних веков. Во время учёбы Донской написал несколько научных работ, которые были отмечены высокими оценками, а его доклады на студенческих конференциях получали призы. Однако, из-за доноса одного из студентов, он считался «аполитическим» и «врагом народа». Поэтому после окончания университета, в 1950 году, Донского не допустили учиться в аспирантуре и отправили работать учителем истории в сельскую школу. Из-за проблем со здоровьем он был вынужден остаться в Харькове, в течение полугода после выпуска его несколько раз госпитализировали. Позже ему удалось устроиться работать учителем истории в одной из харьковских школ на треть ставки. С 1963 года работал учителем истории во вновь созданной Харьковской физико-математической школе № 27.
Во второй половине 1950-х годов, в перерыве одного из семинаров для учителей истории, его коллега Екатерина Агибалова предложила Донскому стать соавтором школьного учебника по истории Средних веков. Сначала он отказался, но через два года согласился. Как потом Донской вспоминал, учебник он писал из «отчаяния и безысходности» и оценивал его написание как «прорыв из буден». Агибалова с Донским начали работу над учебником за полгода до объявления Всесоюзного конкурса учебников по истории для средних школ, который состоялся в 1961 году. Авторы решили принять в нём участие, и их учебник — «История Средних веков» — был признан лучшим среди представленных четырнадцати работ и был удостоен первой премии. От предыдущих учебников по истории работа Агибаловой и Донского отличалась простотой и ясностью преподавания материала, большим количеством иллюстраций и точно выверенной методологией.
В следующем году учебник Агибаловой и Донского вышел в печать, всего он выдержал более 25 переизданий. За первые тридцать лет с начала публикации учебника он дважды в корне перерабатывался авторами. В новых версиях они уделяли внимание не только образованию и воспитанию ученика, но и его развитию. Кроме СССР, учебник издавался в Польше, Чехословакии, Вьетнаме, Монголии и на Кубе. В 1973 году Екатерине Агибаловой с Григорием Донским «за учебник для 6 класса „История Средних веков“ (1971, 10-е издание)» была присуждена Государственная премия СССР в области науки и техники.
В последние годы жизни из-за бурных событий в стране Донской размышлял над возможностью эмигрировать. Он отвергал возможность переехать в Германию из-за того, что ему не нравилась перспектива в случае госпитализации лежать в одной палате с ветераном СС. Идея поселиться в США Донскому также не нравилась, а к репатриации в Израиль, наоборот, он относился положительно. Однако из-за проблем со здоровьем педагог остался на Украине. Григорий Донской умер 28 декабря 1992 года в Харькове.

## Научная деятельность
В конце жизни он решил дополнить свой учебник информацией об истории еврейского народа в Средние века. В советское время эта тема замалчивалась, Донской увидел возможность включить её в новое издание учебника уже в независимой Украине, хотя работу в данном направлении начал ещё в 1970-е годы. Он подготовил две дополнительные главы — «Евреи в мусульманском мире» и «Еврейское население средневековых городов». Из-за нехватки источников по этой тематике в Советском Союзе Донской много работал с израильскими источниками, которые ему пересылали друзья и ученики. Однако в Министерстве образования Украины решили не включать эти главы в следующее, уже посмертное, издание учебника, хотя темы по истории евреев были включены в программу по истории Средних веков. В 1994 году главы были напечатаны в харьковской русскоязычной газете «Шалом». В предисловии к главам газета обвиняла в невключении глав тогдашнего министра образования и науки Украины Петра Таланчука. Публицист Феликс Рахлин считал этот поступок министра актом юдофобии.
Кроме работы над учебником, Донской занимался написанием методических статей, учебных пособий и исследований по дидактике. Методические работы по преподаванию истории в школе, которые он написал в соавторстве с Екатериной Агибаловой, были высоко оценены специалистами. Среди его нереализованных планов было создание единого интегрированного курса истории Средних веков, где история Западной Европы была связана с историей Руси.
Донской начал одним из первых исследовать психологию учащихся и учитывал особенность мышления двенадцатилетних школьников, их возможность воспринимать мир прошлого так же, как и современный мир. Много руководств по этой тематике было опубликовано в его посмертной книге «Целый мир уложить на странице». Один из рецензентов назвал её «романом о школьном учебнике». В ней Донской также уделял много внимания лаконичной стилистике в историографии.

## Личная жизнь
Публицист Феликс Рахлин подчёркивал, что каждый из соавторов учебника терпел притеснения от советской власти. Если Екатерина Агибалова страдала за то, что осталась на оккупированной территории, то Григорий Донской — из-за своего еврейского происхождения. Екатерина Агибалова вспоминала, как главы областного и городского отделов народного образования упрекали её за то, что она взяла в соавторы еврея, и обещали, что не дадут ему «подняться». По мнению Рахлина, Донскому удалось вынести притеснения и отстоять учебник благодаря «солдатской натуре и бойцовскому характеру».
Его соавтор Екатерина Агибалова считала, что Григорий Донской — «отличный учитель, глубокий знаток истории, умелый методист…. И пишет хорошо: просто и увлекательно».
Был женат на З. И. Дубинской-Донской, имел дочь Елену. Григорий Донской владел большой домашней библиотекой: помимо исторической литературы, он собрал внушительную коллекцию русской и зарубежной художественной литературы. Дружил с византинистом Марэном Фрейденбергом, который вместе с Феликсом Рахлиным в 1998 году написал статью о Григории Донском в журнале «Швут», который издавал Институт диаспоры Тель-Авивского университета.
При историческом факультете Харьковского национального университета имени В. Н. Каразина в 1999 году была учреждена стипендия имени Г. М. Донского. Ею поощряются студенты-отличники, которые специализируются на кафедре историографии, источниковедения и археологии.

## Научное наследие
Г. М. Донской был автором 74 научных работ. Отдельными изданиями выходили:
- Агибалова Е. В., Донской Г. М. История Средних веков: Учебник для 6-го класса. — Москва: Учпедгиз, 1962. — 272 с.
- Агибалова Е. В., Донской Г. М. Методика преподавания истории Средних веков: Пособие для учителей. — Москва: Просвещение, 1966. — 314 с.
- Агибалова Е. В., Донской Г. М. Методическое пособие по истории Средних веков в 6 классе. — Москва: Просвещение, 1978. — 338 с. — (Библиотека учителя истории и обществоведения).
- Донской Г. М. Целый мир уложить на странице. — Москва : Просвещение, 1992. — 251 с. — ISBN 9785090031462.

## Награды
- орден Отечественной войны I степени (6 апреля 1985)[2]
- медаль «За отвагу» (17 февраля 1972)[2]
- медаль «За победу над Германией в Великой Отечественной войне 1941—1945 гг.» (9 мая 1945)[2]
- Государственная премия СССР в области науки и техники (1973)[9]

### Комментарии
1. ↑  Так, против вручения ей Государственной премии выступил парторг школы, где она работала, — Анатолий Тарасенко. Он считал аморальным давать премию «коллаборационистке» и писал протестные письма в ЦК КПСС и в другие инстанции[21].
2. ↑  В список не включены многочисленные переиздания.